# Брайтхорн (Штайнернес Меер)
Брайтхо́рн (нем. Breithorn) — гора в южной части хребта Штайнернес Меер (нем. Steinernes Meer, «Каменное море») в округе Цель-ам-Зее, федеральная земля Зальцбург, Австрия. Её высота — 2 504 метра над уровнем моря.
С юга гора представляет собой стену, возвышающуюся на 1 300 м над Заальфельденом (нем. Saalfelden); а с северной стороны полого снижается в виде плато до озера Фунтензе (нем. Funtensee) в Баварии (нем. Bayern), Германия.
Восхождения на Брайтхорн возможны как с южной стороны, так и через горный приют Риманхаус (нем. Riemannhaus), подъём от которого до вершины Брайтхорна занимает около полутора часов.